# Голубовская волость (Суражский уезд)
Голубо́вская волость — административно-территориальная единица в составе Суражского (с 1921 — Клинцовского) уезда.
Административный центр — село Голубовка (ныне Коржовка-Голубовка).

## История
Волость образована в ходе реформы 1861 года.
В ходе укрупнения волостей, в середине 1920-х годов Голубовская волость была упразднена, а её территория включена в состав Клинцовской волости.
Ныне территория бывшей Голубовской волости входит в состав Клинцовского района Брянской области.

## Административное деление
В 1919 году в состав Голубовской волости входили следующие сельсоветы: Близненский, Богородицкий, Балдовский, Вьюнский, Голубовский, Забегаевский, Лавинский, Лукьяновский, Мартьяновский, Мизиричский, Робчанский, Смолевичский 1-й и 2-й, Старогутнянский, Стодольский, Туросенский 1-й и 2-й.